# Кубок світу з тріатлону 2012
Кубок світу з тріатлону в 2012 році складався з дев'яти окремих турнірів. Їх організатором була Міжнародна федерація тріатлону. Шість турнірів пройшли на олімпійській дистанції (плавання — 1,5 км, велогонка — 40 км і біг — 10 км), а три — на вдвічі коротшій спринтерській.

## Календар
| Дата          | Місто       | Країна         |
| ------------- | ----------- | -------------- |
| 24–25 березня | Мулулаба    | Австралія      |
| 22 квітня     | Ішігакі     | Японія         |
| 6 травня      | Уатулько    | Мексика        |
| 17 червня     | Баньолес    | Іспанія        |
| 6-8 липня     | Едмонтон    | Канада         |
| 14-15 липня   | Тисауйварош | Угорщина       |
| 9 вересня     | Гуатапе     | Колумбія       |
| 22 вересня    | Тхоньєн     | Південна Корея |
| 7 жовтня      | Канкун      | Мексика        |

## Результати

### Мулулаба
| Місце    | Чоловіки        | Чоловіки  | Чоловіки | Жінки         | Жінки     | Жінки   |
| Місце    | Тріатлоніст     | Країна    | Час      | Тріатлоністка | Країна    | Час     |
| -------- | --------------- | --------- | -------- | ------------- | --------- | ------- |
|          | Лоран Відаль    | Франція   | 1:53:22  | Ерін Деншем   | Австралія | 2:03:22 |
|          | Бред Калефельдт | Австралія | 1:53:22  | Нікола Шпіріг | Швейцарія | 2:04:24 |
|          | Давид Осс       | Франція   | 1:53:22  | Андреа Г'юїтт | Австралія | 2:04:31 |
| Джерело: |                 |           |          |               |           |         |

### Ішігакі
| Місце    | Чоловіки         | Чоловіки  | Чоловіки | Жінки          | Жінки    | Жінки   |
| Місце    | Тріатлоніст      | Країна    | Час      | Тріатлоністка  | Країна   | Час     |
| -------- | ---------------- | --------- | -------- | -------------- | -------- | ------- |
|          | Давид Осс        | Франція   | 1:50:06  | Кеті Тремблей  | Канада   | 2:05:38 |
|          | Давіде Уччелларі | Італія    | 1:50:10  | Ейлін Моррісон | Ірландія | 2:05:58 |
|          | Гонсало Тельєчеа | Аргентина | 1:50:19  | Сара-Енн Бро   | Канада   | 2:06:03 |
| Джерело: |                  |           |          |                |          |         |

### Уатулько
| Місце    | Чоловіки       | Чоловіки      | Чоловіки | Жінки           | Жінки              | Жінки   |
| Місце    | Тріатлоніст    | Країна        | Час      | Тріатлоністка   | Країна             | Час     |
| -------- | -------------- | ------------- | -------- | --------------- | ------------------ | ------- |
|          | Сімон Де Куйп  | Бельгія       | 2:02:34  | Флора Даффі     | Бермудські Острови | 2:13:17 |
|          | Раян Сіссонс   | Нова Зеландія | 2:02:50  | Памела Олівейра | Бразилія           | 2:13:47 |
|          | Данило Сапунов | Україна       | 2:02:54  | Клаудія Рівас   | Мексика            | 2:13:53 |
| Джерело: |                |               |          |                 |                    |         |

### Баньолес
| Місце    | Чоловіки          | Чоловіки | Чоловіки | Жінки          | Жінки     | Жінки   |
| Місце    | Тріатлоніст       | Країна   | Час      | Тріатлоністка  | Країна    | Час     |
| -------- | ----------------- | -------- | -------- | -------------- | --------- | ------- |
|          | Лукас Верзбікас   | США      | 1:47:28  | Гвен Йоргенсен | США       | 1:59:39 |
|          | Лоран Відаль      | Франція  | 1:47:45  | Ерін Деншем    | Австралія | 1:59:55 |
|          | Дмитро Полянський | Росія    | 1:48:04  | Ешлі Джентлі   | Австралія | 2:00:00 |
| Джерело: |                   |          |          |                |           |         |

### Едмонтон
| Місце    | Чоловіки         | Чоловіки | Чоловіки | Жінки          | Жінки              | Жінки   |
| Місце    | Тріатлоніст      | Країна   | Час      | Тріатлоністка  | Країна             | Час     |
| -------- | ---------------- | -------- | -------- | -------------- | ------------------ | ------- |
|          | Кайл Джонс       | Канада   | 57:33    | Лорен Кемпбелл | Канада             | 1:04:42 |
|          | Олександр Гінтон | Канада   | 57:36    | Сара-Енн Бро   | Канада             | 1:04:52 |
|          | Джаррод Шімейкер | США      | 57:41    | Флора Даффі    | Бермудські Острови | 1:04:56 |
| Джерело: |                  |          |          |                |                    |         |

### Тисауйварош
| Місце    | Чоловіки        | Чоловіки | Чоловіки | Жінки              | Жінки      | Жінки |
| Місце    | Тріатлоніст     | Країна   | Час      | Тріатлоністка      | Країна     | Час   |
| -------- | --------------- | -------- | -------- | ------------------ | ---------- | ----- |
|          | П'єр Ле Корре   | Франція  | 51:54    | Ешлі Джентлі       | Австралія  | 58:39 |
|          | Орельєн Рафаель | Франція  | 52:05    | Майке Кайлерс      | Нідерланди | 58:43 |
|          | Антоній Пужадес | Франція  | 52:10    | Аннамарія Маццетті | Італія     | 59:19 |
| Джерело: |                 |          |          |                    |            |       |

### Гуатапе
| Місце    | Чоловіки          | Чоловіки | Чоловіки | Жінки          | Жінки           | Жінки   |
| Місце    | Тріатлоніст       | Країна   | Час      | Тріатлоністка  | Країна          | Час     |
| -------- | ----------------- | -------- | -------- | -------------- | --------------- | ------- |
|          | Крісанто Грахалес | Мексика  | 2:02:14  | Джоді Стімпсон | Велика Британія | 2:12:21 |
|          | Серхіо Сармієнто  | Мексика  | 2:02:23  | Марія Чесник   | Польща          | 2:17:15 |
|          | Мануель Уерта     | США      | 2:02:24  | Паола Діас     | Мексика         | 2:20:42 |
| Джерело: |                   |          |          |                |                 |         |

### Тхоньєн
| Місце    | Чоловіки          | Чоловіки | Чоловіки | Жінки         | Жінки         | Жінки   |
| Місце    | Тріатлоніст       | Країна   | Час      | Тріатлоністка | Країна        | Час     |
| -------- | ----------------- | -------- | -------- | ------------- | ------------- | ------- |
|          | Дмитро Полянський | Росія    | 1:48:39  | Нікі Семюелс  | Нова Зеландія | 2:01:51 |
|          | Марек Ясколка     | Польща   | 1:49:06  | Марія Чесник  | Польща        | 2:02:00 |
|          | Ігор Полянський   | Росія    | 1:49:22  | Юка Сато      | Японія        | 2:02:03 |
| Джерело: |                   |          |          |               |               |         |

### Канкун
| Місце    | Чоловіки          | Чоловіки | Чоловіки | Жінки         | Жінки           | Жінки   |
| Місце    | Тріатлоніст       | Країна   | Час      | Тріатлоністка | Країна          | Час     |
| -------- | ----------------- | -------- | -------- | ------------- | --------------- | ------- |
|          | Серхіо Сармієнто  | Мексика  | 53:33    | Кеті Гевісон  | Велика Британія | 1:00:19 |
|          | Крісанто Грахалес | Мексика  | 53:36    | Кейтлін Шивер | США             | 1:00:54 |
|          | Грегорі Руо       | Франція  | 53:49    | Ліза Пертерер | Австрія         | 1:00:56 |
| Джерело: |                   |          |          |               |                 |         |

## Учасники
Українські тріатлоністи брали участь у шести етапах з дев'яти:
| Місто       | Чоловіки | Жінки                                                                                                 |
| ----------- | --- | --- |
| Ішігакі     | Іван Іванов (5) | |
| Уатулько    | Данило Сапунов (3) | Юлія Єлістратова (7)                                                                                  |
| Баньолес    | Іван Іванов (54) | |
| Тисауйварош | Ростислав Пєвцов (18) Святослав Цвєтков Єгор Мартиненко Юрій Заблоцький Сергій Кохан Сюткін Олексій Дмитро Маляр Антон Вітолін | Інна Рижих (8) Дар'я Федченко Олександра Гришина Ксенія Левковська Вікторія Качан Вікторія Завгородня |
| Тхоньєн     | Ростислав Пєвцов (22) | Ксенія Левковська (15)                                                                                |
| Канкун      | Сюткін Олексій (16) | Інна Рижих (6)                                                                                        |